# ساحل سیریل
ساحل سیریل (انگلیسی: Cyril Beach; ۲۸ مارس ۱۹۰۹ – تاریخ ورودی نامعتبر است) بازیکن فوتبال اهل بریتانیا بود.
از باشگاه‌هایی که در آن بازی کرده‌است می‌توان به باشگاه فوتبال چارلتون اتلتیک اشاره کرد.